# Okrožje Pärnu
Okrožje Pärnu (estonsko Pärnu maakond) oz. Pärnumaa) leži na jugozahodu Estonije. Šteje približno 88.563 prebivalcev (po popisu leta 2008), ki se večinoma se ukvarjajo s tehnično industrijo in ribištvom. Glavno mesto je Pärnu, ki je priljubljeno turistično središče. Celotno območje meri okrog 4.807  km², s čimer je Pärnu največje od petnajstih estonskih okrožij.